# Родев, Цончо
Цончо Христов Родев (8 июня 1926, Провадия — 27 декабря 2011, София) — болгарский писатель. Почётный гражданин городов Провадия и Сливен.

## Биография
Сын адвоката, депутата XXIII Народного собрания страны. После прихода к власти коммунистов 9 сентября 1944 года его отец был арестован, приговорён так называемым Народным судом к высшей мере наказания и убит.
Цончо Родев окончил юридический факультет Софийского университета, но занялся литературным творчеством.
Автор целого ряда исторических, фантастических и приключенческих произведений, книг на морскую тематику, а также литературы для детей и юношества.

## Избранная библиография
- «Черният конник» (приключенческий роман, 1966, 1978)
- «Съкровището на Лизимах» (сборник рассказов и новелл, 1966)
- «Изпитание» (исторический роман, 1969)
- «Наричаха ме Желязната ръка» (исторический роман, 1975)
- «Светослав Тертер» (биографическая повесть, 1971)
- «Отгласи» (сборник рассказов, 1971)
- «Пещерата на призраците» (новелла, 1972)
- «Човекът без сянка» (1976)
- «Мечът на непримиримите» (исторический роман, 1981)
- «Отмъстителят» (сборник рассказов, 1983)
- «Отвъд Синия праг» (очерк, 1985)
- «Тътени» (исторический роман, 1980) (Сливенската трилогия # 1)
- «Бурята» (исторический роман, 1986) (Сливенската трилогия # 2)
- «Двама против ада» (исторический роман, 1986)
- «Пиратът (С черен лъв на мачтата)» (исторический роман, 1994)
- «Една торба ключове» (сборник рассказов и новелл, 1994)
- «И стана ден» (исторический роман, 1998, 2016) (Сливенската трилогия # 3) .

Один из пионеров болгарской подводной археологии, участник почти двух десятков подводных археологических экспедиций.

## Память
В честь писателя на фасаде здания читальни «Алеко Константинов 1884» в его родном городе Провадия установлена памятная плита.